# Seznam medailistů na mistrovství Evropy ve volném stylu – ženy do 57 kg
Seznam medailistek na mistrovství Evropy v zápasu žen ve váhové kategorii do 57 kg. 

## Seznam medailistek na ME v zápasu žen ve váze do 57 kg
|         | Limit  | Zlato                     | Stříbro                    | Bronz                         | Bronz                   |
| ------- | ------ | ------------------------- | -------------------------- | ----------------------------- | ----------------------- |
| ME 2014 | −58 kg | Valerija Žolobovová (RUS) | Iryna Netrebová (AZE)      | Viktorija Bobevová (BUL)      | Petra Olliová (FIN)     |
| ME 2015 | −58 kg | Emese Barkaová (HUN)      | Tetjana Lavrenčuková (UKR) | Elif Jale Yeşilırmaková (TUR) | Grace Bullenová (NOR)   |
| ME 2016 | −58 kg | Natalija Synyšynová (AZE) | Grace Bullenová (NOR)      | Hanna Vasylenková (UKR)       | Mimi Christovová (BUL)  |
| ME 2017 | −58 kg | Grace Bullenová (NOR)     | Mariana Eșanuová (MDA)     | Laura Mertensová (GER)        | Emese Barkaová (HUN)    |
| ME 2018 | −57 kg | Biljana Dudovová (BUL)    | Irina Ologonovová (RUS)    | Aljona Kolesnyková (AZE)      | Emese Barkaová (HUN)    |
| ME 2019 | −57 kg | Emese Barkaová (HUN)      | Tetjana Kitová (UKR)       | Anastasia Nichitaová (MDA)    | Alena Kolesnyková (AZE) |
| ME 2020 | 57 kg  | Grace Bullenová (NOR)     | Alina Akobjanová (UKR)     | Johanna Lindborgová (SWE)     | Irina Kuročkinová (BLR) |
| ME 2021 | 57 kg  | Irina Kuročkinová (BLR)   | Angelina Łysaková (POL)    | Evelina Nikolovová (BUL)      | Alina Hrušynaová (UKR)  |